# Pfaffstätt

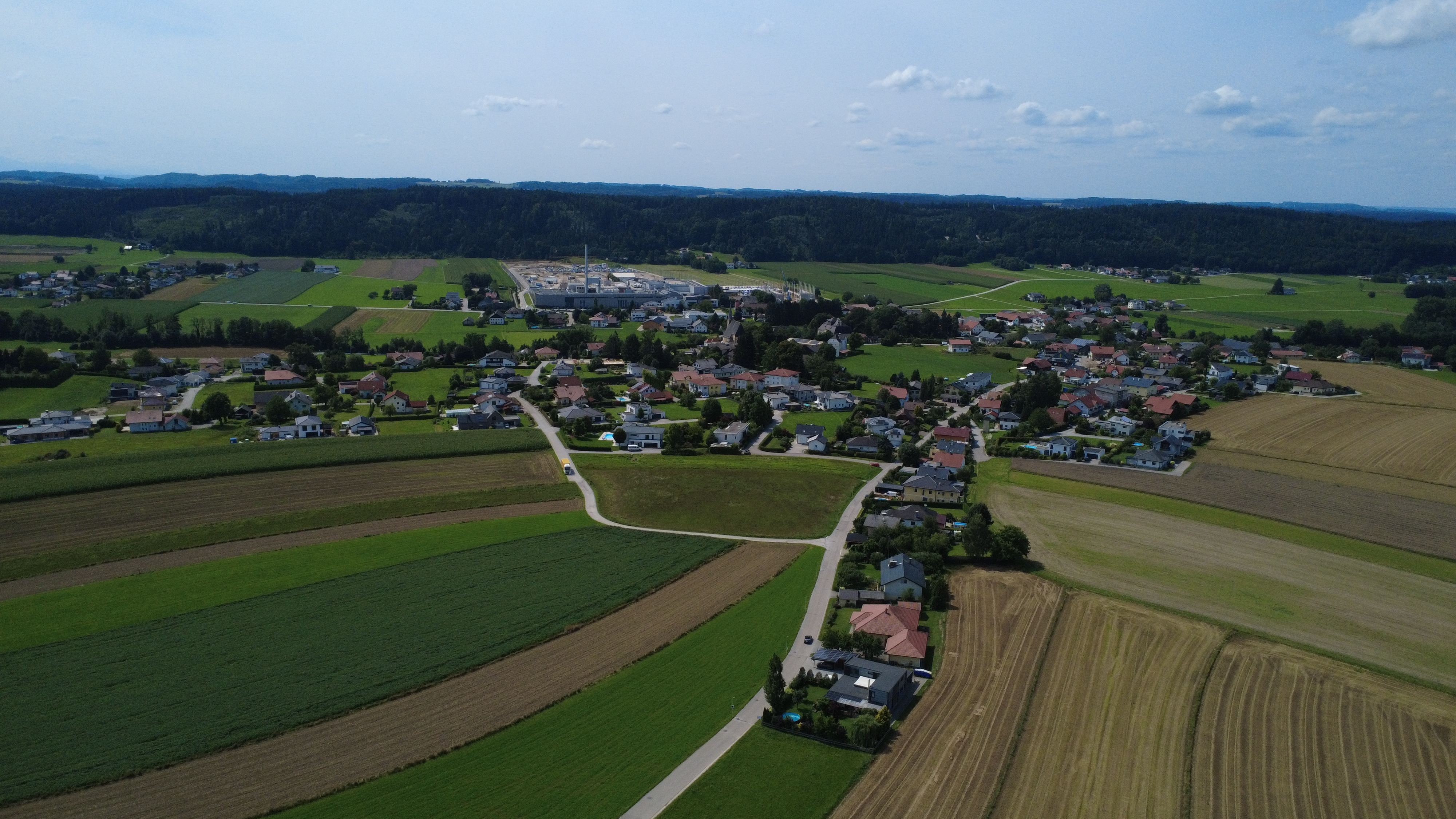
Luftbild von Pfaffstätt (August, 2025)

Pfaffstätt  ist eine Gemeinde in Oberösterreich im Bezirk Braunau am Inn im Innviertel mit 1293 Einwohnern (Stand 1. Jänner 2025). Der zuständige Gerichtsbezirk ist der Gerichtsbezirk Mattighofen.

## Geografie
Pfaffstätt liegt auf 471 Meter Höhe an der Mattig und steigt nach Westen bewaldet zum 541 Meter hohen Siedelberg an. Die Ausdehnung beträgt von Nord nach Süd 4,8 km, von West nach Ost 3,3 km. Die Gemeinde ist rund neun Quadratkilometer groß, davon wird beinahe die Hälfte landwirtschaftlich genutzt, mehr als ein Drittel ist bewaldet.

### Gemeindegliederung
Das Gemeindegebiet umfasst folgende sechs Ortschaften (in Klammern Einwohnerzahl Stand 1. Jänner 2025):
- Erlach (7)
- Fludau (8)
- Kitzing (17)
- Kuglberg (110)
- Pfaffstätt (1012)
- Sollern (139)

Die Gemeinde besteht aus der Katastralgemeinde Pfaffstätt.

### Nachbargemeinden
| Pischelsdorf am Engelbach | Mattighofen                                 |            |
| Auerbach                  | Kompassrose, die auf Nachbargemeinden zeigt | Munderfing |
| Kirchberg bei Mattighofen |                                             | Jeging     |

## Geschichte
Im 8. Jahrhundert wurde das Gebiet von Pfaffstätt von Salzburg aus christianisiert. Die erste Kirche stand an der Mattig und war dem hl. Vitus geweiht.
Die erste urkundliche Erwähnung von Pfaffstätt stammt aus dem Jahr 1150, wo ein „Herrant de Phafstete“ genannt wird. Ihm folgten ein „Gerhart de Pfaffenstetin“ (1147–1167), Heinrich von Pfaffstätt (1154), Amelrich und Otto (1170–1180), Albert (1188) und Albero (1222) nach. Die Herren von Pfaffstätt lebten in einem Schloss auf dem Siedelberg. Sie waren Ritter und hatten die patrimoniale Gerichtsbarkeit inne. Die Spuren dieses Schlosses verlieren sich. Zwar wird 1843 noch beschrieben, dass Ruinen und Reste von Gräben zu sehen sind, heute kann man nur noch Spuren von Gräben erkennen.
In der Zeit um 1500 wurde vom Geschlecht der Reuter das Schloss im Ort Pfaffstätt gebaut. Zur gleichen Zeit dürfte auch die heutige Kirche errichtet worden sein. Der erste bekannte Besitzer des Schlosses ist Georg Reuter zu Pfaffstätt, dessen Grabstein mit Wappen in der Propsteikirche zu sehen ist. Das Schloss war damals von einem Weiher umgeben, was man auf einem Stich von 1721 erkennen kann. Als bald darauf Gräfin Maria von Wartenberg das Wasserschloss kaufte, ließ sie es nach Plänen, die angeblich von Fischer von Erlach stammten, umbauen. Dabei wurde der Wassergraben zugeschüttet.
Die älteste Kirche des Ortes, die Veitskapelle, wurde 1787 abgetragen.
Seit Gründung des Herzogtums Bayern war Pfaffstätt bis 1779 bayrisch und kam nach dem Frieden von Teschen mit dem Innviertel (damals 'Innbaiern') zu Österreich. Während der Napoleonischen Kriege wieder kurz bayrisch, gehört er seit 1814 endgültig zu Oberösterreich.
Bis 1904 war Pfaffstätt ein Teil der Pfarre Kirchberg. Bei der Erlangung der Selbständigkeit wurde ein neuer Pfarrhof gebaut. Das Schloss wurde nach mehreren Besitzerwechseln von Adolf Graf von Peckenzell 1909 bis 1910 grundlegend renoviert, wobei es sein heutiges Aussehen erhielt.

### Einwohnerentwicklung
1991 hatte die Gemeinde laut Volkszählung 888 Einwohner, 2001 dann 946 Einwohner. Da sowohl Geburtenbilanz als auch Wanderungsbilanz positiv waren, stieg die Einwohnerzahl weiter auf 1.000 im Jahr 2011 und auf einen neuen Höchststand von 1.152 im Jahr 2020.

## Kultur und Sehenswürdigkeiten
- Schloss Pfaffstätt

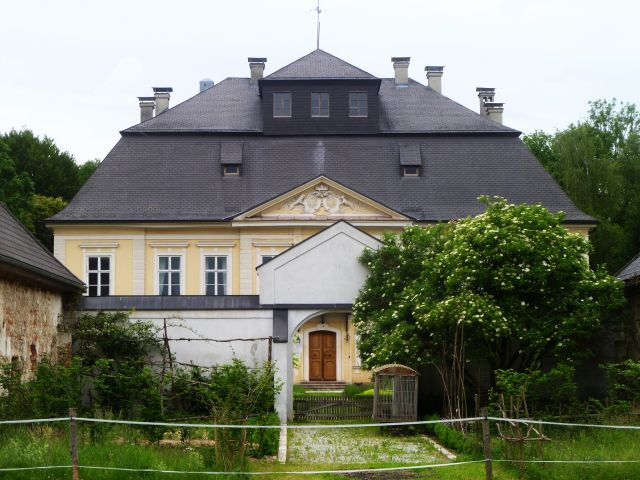
Schloss Pfaffstätt

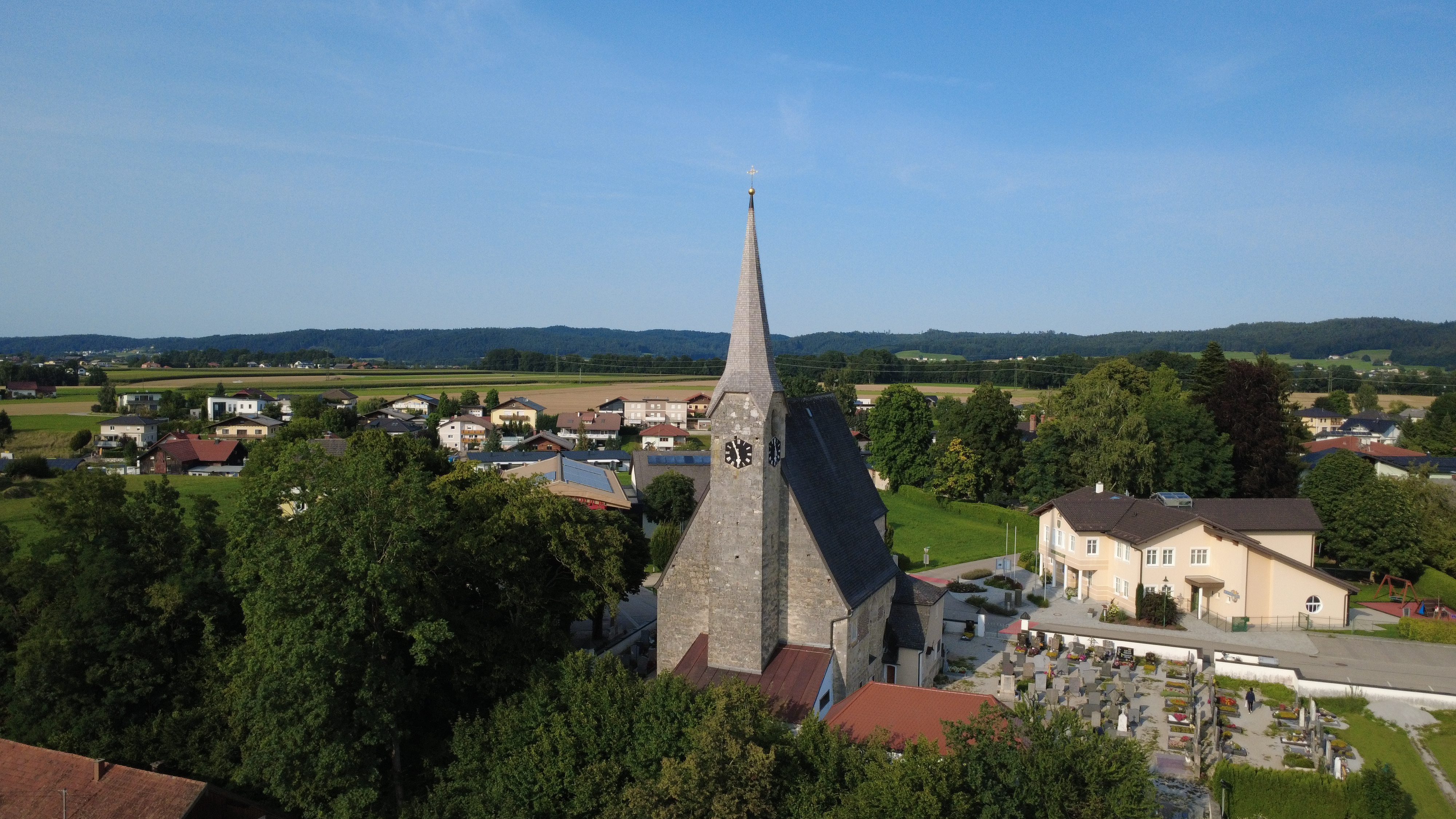
Pfarrkirche Pfaffstätt

- Katholische Pfarrkirche Pfaffstätt hl. Johannes der Täufer

## Wirtschaft und Infrastruktur

### Wirtschaftssektoren, Arbeitsplätze
Im Jahr 2010 gab es in Pfaffstätt siebzehn landwirtschaftliche Betriebe. Davon wurden elf im Haupt- und sechs im Nebenerwerb geführt. Im Produktionssektor beschäftigten vier Betriebe des Bereiches Warenherstellung fast 600 Erwerbstätige. Der größte Arbeitgeber im Dienstleistungssektor war der Handel (Stand 2011).
| Wirtschaftssektor            | Anzahl Betriebe | Anzahl Betriebe | Erwerbstätige | Erwerbstätige |
| Wirtschaftssektor            | 2011            | 2001            | 2011          | 2001          |
| ---------------------------- | --------------- | --------------- | ------------- | ------------- |
| Land- und Forstwirtschaft 1) | 17              | 24              | 16            | 340           |
| Produktion                   | 8               | 6               | 593           | 24            |
| Dienstleistung               | 39              | 18              | 102           | 76            |

1) Betriebe mit Fläche in den Jahren 2010 und 1999

### Arbeitsmarkt, Pendeln
| Im Jahr 2011 lebten 501 Erwerbstätige in Pfaffstätt. Davon arbeiteten 116 in der Gemeinde, 385 pendelten aus. Von den umliegenden Gemeinden kamen 616 Menschen zur Arbeit nach Pfaffstätt. - Bahnhof: Der näheste Bahnhof liegt vier Kilometer nördlich in Mattighofen. - Straße: Knapp östlich des Gemeindegebietes verläuft die Braunauer Straße B147. - Rad: Durch Pfaffstätt führt der Mattigtalradweg R24. | Die zur Anzeige dieser Grafik verwendete Erweiterung wurde dauerhaft deaktiviert. Wir arbeiten aktuell daran, diese und weitere betroffene Grafiken auf ein neues Format umzustellen. (Mehr dazu) |

## Politik
Der Gemeinderat hat 13 Mitglieder.
- Mit den Gemeinderats- und Bürgermeisterwahlen in Oberösterreich 1997 hatte der Gemeinderat folgende Verteilung: 7 ÖVP, 4 SPÖ und 2 FPÖ.
- Mit den Gemeinderats- und Bürgermeisterwahlen in Oberösterreich 2003 hatte der Gemeinderat folgende Verteilung: 6 ÖVP, 6 SPÖ und 1 FPÖ.
- Mit den Gemeinderats- und Bürgermeisterwahlen in Oberösterreich 2009 hatte der Gemeinderat folgende Verteilung: 7 ÖVP, 5 SPÖ und 1 FPÖ.
- Mit den Gemeinderats- und Bürgermeisterwahlen in Oberösterreich 2015 hatte der Gemeinderat folgende Verteilung: 9 ÖVP und 4 SPÖ.
- Mit den Gemeinderats- und Bürgermeisterwahlen in Oberösterreich 2021 hat der Gemeinderat folgende Verteilung: 10 ÖVP und 3 SPÖ.[13][14]

| Partei | 2015    | 2015    | 2009  | 2009    | 2003  | 2003    | 1997  | 1997    |
| Partei | Prozent | Mandate | %     | Mandate | %     | Mandate | %     | Mandate |
| ------ | ------- | ------- | ----- | ------- | ----- | ------- | ----- | ------- |
| ÖVP    | 69,35   | 9       | 53,73 | 7       | 47,10 | 6       | 52,56 | 7       |
| SPÖ    | 30,65   | 4       | 33,67 | 5       | 45,69 | 6       | 30,12 | 4       |
| FPÖ    |         |         | 8,93  | 1       | 7,21  | 1       | 17,32 | 2       |

### Bürgermeister
- bis 2009 Susanne Lanzer (SPÖ)
- seit 2009 Wolfgang Gerner (ÖVP)[19]

### Wappen
Offizielle Beschreibung des Gemeindewappens: Zwischen zwei grünen, von silbernen Wellenstäben gesäumten Wellenflanken in Blau ein goldener Taufstein, bestehend aus Säulenbasis, Säule, siebeneckigem Becken und Deckel in Form eines oben mit einem lateinischen Kreuz besteckten, siebenseitigen Pyramidenstumpfes. Die Gemeindefarben sind Gelb-Grün-Gelb.

## Persönlichkeiten

### Söhne und Töchter der Gemeinde
- Albert Ritzberger (1853–1915), Zeichner und Maler
- Ludwig Weinberger (1911–1966), Quartärforscher